# Cranham (Gloucestershire)
Cranham – wieś w Anglii, w hrabstwie Gloucestershire, w dystrykcie Stroud. Leży 9 km na południowy wschód od miasta Gloucester i 144 km na zachód od Londynu.
W 2011 roku lokalny kościół wybrała Lily Allen jako miejsce ślubu